# Reality of Wrestling
Reality of Wrestling (ROW) é uma promoção independente de wrestling profissional estadunidense, que tem sua sede em Houston, Texas. Foi estabelecida como Pro Wrestling Alliance (PWA) em 2005 pelo membro do Hall da Fama da WWE Booker T.

## Campeões
| Título                          | Campeão (ões)                           | Data da vitória        | Derrotou                   |
| ------------------------------- | --------------------------------------- | ---------------------- | -------------------------- |
| PWA Heavyweight Championship    | Hero Tiger                              | 17 de janeiro de 2009  | Gustavo Mendoza            |
| PWA Tag Team Championsship      | Kid Ransom & "Rock Star" Robbie Gilmore | 17 de janeiro de 2009  | Ric King & Brett Idol      |
| PWA Iron Man Championship       | Neico                                   | 17 de janeiro de 2009  | Jared Steele               |
| PWA Elite Tag Team Championship | Yin & Yang                              | 23 de dezembro de 2008 | The Pride e Alex Pourteaux |